# Sorbus turcica
Sorbus turcica är en rosväxtart som beskrevs av Iurij Dmitrievitch Zinserling. Sorbus turcica ingår i släktet oxlar, och familjen rosväxter. Inga underarter finns listade i Catalogue of Life.